# Orthotylus nassatus
Orthotylus nassatus is een wants uit de familie van de blindwantsen (Miridae). De soort werd het eerst wetenschappelijk beschreven door Johan Christian Fabricius in 1787.

## Uiterlijk
De tamelijk langwerpig gevormde wants heeft enigszins doorzichtige voorvleugels, is macropteer (langvleugelig) en kan 4,5 tot 5 mm lang worden. De witgroene tot soms blauwgroene wants heeft een dunne lichte beharing. Het doorzichtige gedeelte van de voorvleugels is lichtgrijzig met groene aders. De steeksnuit (rostrum) wordt normaliter onder het lichaam gehouden en reikt dan tot de middelste heupen. De pootjes zijn geheel groen. Van de geelgroene antennes heeft het eerste segment een donkere streep aan de onderkant. Veel van de groene Nederlandse Orthotylus-soorten lijken op elkaar. Soms kan de waardplant uitsluitsel geven over de exacte soort, soms kan naar de lengte van de steeksnuit worden gekeken.

## Leefwijze
De soort overwintert als eitje en kent een enkele generatie per jaar. De dieren zijn in midden juni volwassen en kunnen dan tot oktober gevonden worden langs bosranden op diverse loofbomen zoals eik (Quercus), es (Fraxinus), wilg (Salix), linde (Tilia) en populier (Populus).

## Leefgebied
In Nederland is de soort algemeen in loofbossen. Het leefgebied is Palearctisch en strekt zich uit van Europa tot aan China en Siberië. De wants is ook in Noord-Amerika geïntroduceerd.